# José Ribas
José Alfredo Ribas (San Juan, 31 dicembre 1991) è un ex pallavolista portoricano, nel ruolo di centrale.

## Carriera

### Club
La carriera di José Ribas inizia a livello scolastico, giocando nella squadra del Colegio San José. In seguito gioca a livello universitario nella Liga Atlética Interuniversitaria de Puerto Rico con la Sagrado Corazón, prima di trasferirsi negli Stati Uniti d'America e giocare nella NCAA Division I col Lees-McRae dal 2012 al 2013.
Nella stagione 2013-14 fa ritorno a Porto Rico, facendo il suo esordio nella pallavolo professionistica coi Plataneros de Corozal, nella Liga de Voleibol Superior Masculino: nella stagione seguente, a causa della mancata iscrizione della sua franchigia, approda invece ai Gigantes de Carolina; nel campionato 2015 fa ritorno ai Plataneros de Corozal, mentre nel campionato seguente invece approda a titolo definitivo ai Mets de Guaynabo, dove vince lo scudetto e termina la sua carriera.

### Nazionale
Fa parte della nazionale portoricana Under-19, vincendo la medaglia d'argento al campionato nordamericano 2008; con la nazionale Under-21 invece vince la medaglia di bronzo al campionato nordamericano 2010.

## Palmarès

### Club
- Campionato portoricano: 1

2016-17

### Nazionale (competizioni minori)
- Campionato nordamericano under 19 2008
- Campionato nordamericano under 21 2010